# Лястовичката
„Лястовичката“ (на италиански: La rondine) е опера в три действия на Джакомо Пучини. Либретото на италиански език е на Джузепе Адами по текст на австрийските либретисти Алфред Вилнер и Хайнц Райхерт. Световната премиера е на 27 март, 1917 г. в Théâtre de l’Opéra, Монте Карло. Италианската премиера е на 2 юни 1917 г. в Teatro Comunale, Болоня. Двете премиери се посрещат с ентузиазъм, но операта не се радва на популярност и дълги години отсъства от репертоара на оперните театри. Интересът към нея се възражда през 21 век.

## История
След успеха с операта „Момичето от златния Запад“ Пучини много пътува, за да присъства на нейните премиерни представления. Същевременно търси сюжет за следващото си произведение. Есента на 1913 г. е във Виена и там се среща с Франц Лехар, с когото са взаимни почитатели и имат приятелски отношения. Лехар представя Пучини на директорите на виенския театър Carltheater, известен с оперетните си постановки. Те предлагат на Пучини да създаде творба по текст, написан от Алфред Вилнер (Alfred Maria Willner), драматурга на оперетите на Лехар. Условията са много изгодни и Пучини проявява интерес към предложението. Но оперетният жанр не привлича Пучини – по това време в италианските музикални среди се смята, че той е под достоинството на един оперен композитор. Пучини е съгласен да напише комическа опера.
В края на 1913 г. Алфред Вилнер представя първата версия на либретото. Пучини е недоволен от оперетната му форма. Към работата над текста се присъединява друг австрийски специалист по оперети, Хайнц Райхерт (Heinz Reichert). След много преговори се стига до съглашение, според което подготвеното от двамата австрийци либрето ще се използва като основа за преработване в стихове на италиански език. Създаването на италианския текст се възлага на драматурга Джузепе Адами (Giuseppe Adami). В края на март на 1914 г. Пучини получава първото действие на новото либрето. То е за комическа опера, и с това многомесечните преговори, водени от виенския представител на Пучини, завършват. Договорът между композитора и дирекцията на Carltheater се сключва на 18 април 1914 г. Дългогодишният партньор на композитора, италианската издателска къща Рикорди, не участва в сделката. Причината е, че по това време Пучини има разногласия с Тито Рикорди, новия собственик на компанията, наследил починалия през 1912 г. Джулио Рикорди.
Пучини пристъпва към работата над операта през май на 1914 г., през декември е готов с първите два акта. Плановете обаче се осуетяват поради започването на Първата световна война. Когато през 1915 г. Италия обявява война на Австро-Унгария, става ясно, че предназначената за виенския театър „Лястовичка“ няма да може да се постави там. В Италия се ширят националистически настроения, Пучини е критикуван, че създава произведения за чужда публика, упрекван е в недостатъчен патриотизъм. Композиторът започва преговори с австрийците за представяне на премиерата на неутрална територия. Той се опитва да включи в тях Рикорди, но няма успех. Рикорди, който от самото начало не е искал да дели правата върху операта с австрийците, се отказва с аргумент, че тя е „лош Лехар“. Италианската част на правата получава неговият конкурент, Лоренцо Сонзоньо.
Партитурата на „Лястовичката“ е завършена през април на 1916 г. Премиерата е през 1917 г., изнася се извън Австрия, в неутралния Монте Карло. Пучини продължава своята работа над операта и след премиерата. През 1918 г. внася първите поправки, като променя теситурите на Пруние и Лизета – тенорната партия се понижава до баритонова, сопрановата малко се повишава. По-късно добавя в първото действие романса на Руджеро „Parigi e la citta dei desideri“, адаптирайки за целта своята песен „Morire!“. Песента е по стиховете на Адами, създадена е през 1917 г. и е публикувана в специалното издание на Рикорди, предназначено за подпомагане на Италианския червен кръст. Преработва се и третото действие. Втората версия на операта се поставя на 10 април 1920 г. в Палермо (Teatro Massimo) и на 20 октомври същата година във Виена (Volksoper).
Няколко седмици след представлението във Виена Пучини отново се връща към последното действие и създава трети вариант на операта. От писмата на Пучини се знае, че партията на Пруние става отново тенорова и се възстановяват първите две действия на първоначалната редакция. Няма сигурни данни за осъществяването на постановката на тази последна версия на операта. Не са известни и промените в самия музикален текст, тъй като материалите на операта, съхранявани в архива на Сонзоньо, се унищожават по време на съюзническите бомбардировки по време на Втората световна война.

### Премиерни представления
Първото представление на „Лястовичката“ се изнася на 27 март 1917 г. в Оперния театър (Théâtre de l’Opéra) на Монте Карло. Изпълнителският състав е почти изцяло италиански. Диригент е Джино Маринуци (Gino Marinuzzi), в главните роли са Джилда дела Рица (Gilda dalla Rizza) като Магда, младият лиричен тенор Тито Скипа (Tito Schipa) като Руджеро, френският бас-баритон Гюстав Хюбердо (Gustave Huberdeau) като Рамбалдо, Инес Мария Ферарис (Ines Maria Ferraris) като Лизета и Франческо Доминичи (Francesco Dominici) като Пруние. Представлението е с благотворителна цел в полза на ранените във войната французи.
Италианската премиера е на 5 юни 1917 г. в Болоня. Първата постановка в Рим е на 10 януари 1918 г. Извън Италия операта се представя в Буенос Айрес и Рио де Жанейро (1917 г.), във Виена (1920 г.), в Ню Йорк (1928 г.)
Операта се възприема ентусиазирано от публиката, музикалната критика е по-сдържана. Забележките ѝ се отнасят преди всичко към сюжетните прилики с „Травиата“ на Верди и „Прилепът“ на Йохан Щраус. Изказват се също мнения, че и в музикално отношение няма нови мелодични находки, за разлика от предишните опери на Пучини.

### Действащи лица
| Роля                                                  | Партия      |
| ----------------------------------------------------- | ----------- |
| Магда де Сиври                                        | сопран      |
| Лизет, нейна камериерка                               | сопран      |
| Руджеро Ластук                                        | тенор       |
| Прюние, поет                                          | тенор       |
| Рамбалдо Фернандес, банкир                            | баритон     |
| Ивет                                                  | сопран      |
| Бианка                                                | сопран      |
| Сузи                                                  | мецосопран  |
| Перишо                                                | бас/баритон |
| Гобен                                                 | тенор       |
| Кребийон                                              | тенор       |
| Иконом                                                | бас         |
| Елегантна публика, студенти, гризетки, цветарки и др. |             |

### Първо действие
Магда посреща гости в своя салон в дома на нейния покровител банкира Рамбалдо. Поетът Пруния обсъжда с гостите своето разбиране на любовта – сантиментално и романтично. Присъстващите дами му се присмиват и само Магда го подкрепя. Пруние започва да пее своята последна песен за Дорета, която отхвърля ухажването на богат поклоник, защото цени истинската любов. Той прекъсва песента, но Магда я продължава с романтичен завършек за любов между Дорета и студент. Гостите са във възторг от това изпълнение, но приятелките на Магда ѝ се присмиват за нейния идеализъм. Рамбалдо се намесва в разговора и демонстративно подарява на Магда перлена огърлица. Магда я приема, но настоява на своите романтически възгледи. Влиза Лизета и съобщава за пристигането на един млад мъж от провинция, който иска да се види с Рамбалдо. Магда се съгласява той да влезе и Рамбалдо нарежда да го поканят.
Магда остава сама със своите приятелки. Те хвалят щедростта на Рамбалдо. Но за Магда парите не са всичко. Тя разказва, как като съвсем младо момиче е танцувала в балната зала на ресторанта „Булие“. Там за първи път се е влюбила в един младеж, но оттогава никога повече не го е срещала. Приятелките, разочаровани от края на историята, предлагат я на Пруние като тема за стихотворение. Беседата се отклонява на тема хиромантия и Пруние демонстрира своите умения. Той гледа на ръка на Магда и казва, че тя, като лястовичка, мечтае да отлети към слънцето и щастието.
Междувременно Лизета въвежда в салона Руджеро. Той носи за Рамбалдо писмо от баща си, който е стар приятел на банкира. Магда от пръв поглед харесва младежа. Той е съвсем различен от хората, които я обкръжават. Гостите започват да обсъждат, къде е най-добре Руджеро да прекара първата си вечер в Париж, и решават заедно с него да отидат в ресторан „Булие“.
Отначало Магда смята да остане вкъщи и казва на Лизета, че тя е свободна и може да прекара вечерта, както пожелае. После се замисля за предсказанието на Пруние и решава да го последва. Излиза, за да се преоблече.
Пруние се връща, за да заведе Лизета в „Булие“. Лизета се облича, взема шапката на Магда, и те излизат.
Появява се Магда, дегизирана като гризетка. Пеейки песента за Дорета тя тръгва към „Булие“ с желание за приключение.

### Второ действие
Ресторант Булие

Ресторантът е пълен със студенти, художници, гризетки и цветарки. Те флиртуват, пеят и танцуват. Влиза Руджеро, той е смутен от фриволната атмосфера и бърза да седне на по-отдалечена маса. Появява се Магда, тя забелязва самотния Руджеро. Отклонявайки закачките на пийналите младежи тя тръгва към неговата маса. Изинява се на Руджеро и казва, че иска да се откъсне от своите поклонници. Руджеро предлага ѝ да остане на неговата маса, той не разпознава дегизираната Магда. Те разговарят, Руджеро е очарован от скромното и възпитаното поведение на Магда, кани я на танц. Докато Магда и Руджеро танцуват в ресторанта влизат Лизета и Пруние. Те се препират, защото Пруние иска Лизета да се държи като дама. След завършването на валса Магда и Руджеро се връщат на масата си, валсът напомня на Магда за първото ѝ любовно увлечение. Руджеро пита Магда за името ѝ, тя се представя като Полет. Пруние и Лизета минават покрай тях и Лизета разпознава Магда. Магда прави знак на Пруние да не я издават и той убеждава Лизета, че се е припознала. За да бъде по-убедителен, той представя Лизета на Магда. Лизета е объркана от вида на Магда. Двете двойки заедно изпиват тост за любовта.
В ресторанта влиза Рамбалдо и вижда Магда и Руджеро. Пруние забелязва това, нарежда на Лизета да заприказва Руджеро и да го отдалечи от Магда, а сам се опитва да забавлява Рамбалдо. Но Рамбалдо не е настроен да слуща шеги и игнорира Пруние. Той иска от Магда обяснение за нейния външен вид. Тя му казва, че няма какво да добави, към това, което той вижда. Рамбалдо иска тя да тръгне с него. Магда отказва, заявява, че обича Руджеро и съжалява, че причинява болка на Рамбалдо. Рамбалдо излиза, Магда остава сама.
Вече е сутрин. Руджеро се връща в балната зала при Магда. Тя споделя своите страхове за бъдещото. Руджеро я прегръща, те решават да напуснат Париж и да започнат нов живот. Излизат заедно от ресторанта, но Магда се тревожи, че мами Руджеро.

### Трето действие
Вила на Лазурния бряг

Минали са няколко месеца от съвместния живот на Магда и Руджеро на Лазурния бряг. Любовната идилия е омрачена само от бедността, в която се намират. Руджеро споделя с Магда мечтата си да има с нея семейство и дете. Той пише писмо на майка си, в което моли за нейна благословия за брак с Магда, а също за помощ с изплащането на дълговете. Магда е трогната, но и разтревожена. Руджеро не знае за нейното минало като метреса на Рамбалдо и тя не е сигурна, дали да му разкаже за това.
Пристигат Пруние и Лизета. Те както винаги се карат и препират. Този път темата е лошото изпълнение на Лизета на сцената на мюзикхол в Ница. Пруние разказва на Магда за неуспешното представяне на Лизета като певица. Лизета е отчаяна, тя иска да се скрие от хорските очи и моли Магда да я вземе обратно като прислужница. Магда се съгласява. Пруние изразява своята изненада, че Магда може да се чувства щастлива далече от Париж и споменава, че нейният покровител би искал Магда да се върне при него. След това Пруние се договаря за прекарването на вечерта с Лизета и напуска вилата.
Идва Руджеро с писмо от майка си. Тя пише, че ще се радва да благослови неговия брак, щом като избраницата му притежава добродетелите, които той ѝ е описал. Магда не може вече да крие от Руджеро истината. Тя му разказва за своето минало, Руджеро е готов да прости всичко. Но Магда казва, че не иска да причинява на неговите родители мъка и никога няма да бъде негова съпруга. Руджеро моли Магда да остане с него, тя решава да го напусне. Магда се връща към предишния си живот с Рамбалдо, Лизета я съпровожда.

## Музика
„Лястовичката“ се оценява от някои музикални критици като образец на късния Пучини, на неговото майсторство на сложните и фини хармонии, на богатата и изискана оркестрация. Като цяло операта е изпълнена с музика в духа на модернистките тенденции на времето. В музикалното ѝ съдържание могат да се чуят цитати от „Саломе“ на Рихард Щраус, препратки към Дебюси, Лехар, Йохан Щраус, битоналността на Стравински.
Арията на Магда „Chi il bel Sogno di Doretta“ се смята за една от най-хубавите в целия репертоар на Пучини и се радва на голяма популярност.
Самият Пучини описва „Лястовичката“ като лека, сантиментална опера с елементи на комедия. Според него тя е приятна и ясна, и с нейните валсове и завладяващите мелодии лесна е за пеене.

### Арии
| Роля           | Действие | Ария                        |
| -------------- | -------- | --------------------------- |
| Магда де Сиври | първо    | Ore dolce e divine          |
| Прюние         | първо    | Forse come la rondine       |
| Магда де Сиври | второ    | Figliuolo tu mi diei        |
| Магда де Сиври | второ    | Chi il bel sogno di Doretta |
| Руджеро Ластук | трето    | Dimmi che vuoi seguirmi     |

### Инструментация
Оркестърът е със следните инструменти:
- Дървени духови – три флейти (едната пиколо), два обоя, английски рог, два кларинета, баскларинет, два фагота,
- Медни духови – четири валдхорни, три тромпета, три тромбона, басова туба,
- Ударни – тимпани, челеста, голям барабан, чинели, глокеншпил, триангел, малък барабан
- Арфа
- Лъкови струнни инструменти

На сцената свирят: флейта пиколо, камбана, пиано.